# Fearless Records

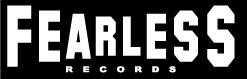
Logo

Fearless Records is een in 1994 opgericht onafhankelijk platenlabel dat vooral op de punkrock georiënteerd is, met hoofdzetel in Westminster, Californië, Verenigde Staten. Het bedrijf is vooral gericht op melodieuze hardcore, punk en poppunk, uitgebracht door bands zoals Bigwig en Dynamite Boy, en later Sugarcult en Plain White T's, maar is ook in de ska actief met The Aquabats, alsook in posthardcore met At the Drive-In. Het label heeft echter de laatste jaren met verschillende stijlen geëxperimenteerd.

## Punk Goes...
Het label is ook bekend door de Punk Goes...-series die begonnen met Punk Goes Metal en verder Punk Goes Pop, Punk Goes Acoustic, Punk Goes 80's, Punk Goes 90's, Punk Goes Acoustic 2, en nog tien andere albums bevatten. Hoewel deze series goede verkoopcijfers haalden, hebben critici de meest recente Punk Goes-releases sterk bekritiseerd omdat ze geen punkrock zouden bevatten, maar eerder pop en rock acts die onder het mom van "punk" verkocht werden.

## Huidige artiesten
| - As It Is - A Skylit Drive - A Static Lullaby - Alesana - Amely - Artist Vs Poet - Blessthefall - Breathe Carolina - Chunk! No, Captain Chunk - Every Avenue - Eye Alaska - For All Those Sleeping - Go Radio - Get Scared - Let's Get It - Mayday Parade - Motionless In White - Pierce The Veil - Scotty Sire - The Maine - The Downtown Fiction - Sparks The Rescue - Starset - The Word Alive |

## Voormalige artiesten
- The Aquabats
- Anatomy of a Ghost (Niet meer actief)
- At the Drive-In (Niet meer actief)
- Beefcake
- Bickley (Niet meer actief)
- Blount (Niet meer actief)
- Brazil
- Chuck (Niet meer actief)
- Dead Lazlo's Place
- Drunk In Public (Niet meer actief)
- Dynamite Boy (Inactive)
- Fed Up (Niet meer actief)
- Gatsbys American Dream (Hiaat)
- Glasseater
- Glue Gun
- Gob
- Grabbers (Niet meer actief)
- Jughead's Revenge (Niet meer actief)
- Junction 18 (Niet meer actief)
- Keepsake (Niet meer actief)
- The Kinison (Niet meer actief)
- Knockout (Niet meer actief)
- Logan Square
- Lonely Kings
- Near Miss
- Plain White T's
- Straight Faced (Niet meer actief)
- Strung Out
- Sugarcult
- T-Mix (Toen bekend als Team-Mix)
- White Kaps (Niet meer actief)
- Yesterdays Rising